# Карл Вюртембергский
Герцог Карл Мария Петер Фердинанд Филипп Альбрехт Йозеф Михаэль Пий Конрад Роберт Ульрих фон Вюртемберг (нем. Carl Maria Peter Ferdinand Philipp Albrecht Joseph Michael Pius Konrad Robert Ulrich Herzog von Württemberg; 1 августа 1936, Фридрихсхафен — 7 июня 2022, Равенсбург) — глава Вюртембергского дома в 1975−2022 годах.

## Биография
Родился в городе Фридрихсхафен, земля Баден-Вюртемберг, второй сын герцога Филиппа Альбрехта (1893—1975) и Розы, эрцгерцогини Австрии, принцессы Тосканы (1906—1983). Он получил образование в классической гимназии в Ридлингене и Тюбингенском университете, где он изучал юриспруденцию. После окончания университета он присоединился к семейному поместью, основанному во дворце Альтсгаузен.
Карл стал предполагаемым наследником главы Вюртембергского дома 29 июня 1959 года, когда его старший брат Людвиг отказался от своих прав наследования. Он стал главой семьи в 1975 году. Компания управляет около 5500 гектарами леса, около 2000 гектарами лугов и полей, пятьюдесятью гектарами виноградников, другими землями в Германии и за рубежом, лесами в Канаде и Австрии, а также холдингами компании. Он также поддерживал около семидесяти культурных памятников дома Вюртемберга. Нынешняя штаб-квартира поместья — замок Фридрихсхафен.
Герцог принимал участие во многих общественных и благотворительных мероприятиях, в том числе в Немецком Красном Кресте, Фонд «Друзья онкологических детей», Фонд «Свободная школа», Фонд искусств, Фонд профилактического благосостояния молодёжи и Фонд памятников Баден-Вюртемберга, который он возглавлял с 2002 по 2008 год. Покровитель Общества содействия Государственному музею Вюртемберга, почётный сенатор Тюбингенского и Гогенхаймского университетов, председатель Общества друзей Тюбингенского университета и Университетского фонда. В Альтсгаузене, где он жил, он покровительствовал гражданам гвардии Желтых гусар.
31 мая 2002 года папа Римский Иоанн Павел II сделал герцога командором Папского ордена Святого Григория Великого. 8 ноября 2008 года он получил почётную докторскую степень по теологии в Университете Валлендара, а в 2009 году стал почётным рыцарем Тевтонского ордена.
Умер 7 июня 2022 года в возрасте 85 лет.

## Семья и дети
21 июля 1960 женился на принцессе Диане Орлеанской (р. 1940), дочери Генриха, графа Парижского.
У них четверо сыновей и две дочери:
- Его Королевское Высочество Фридрих, наследный герцог Вюртемберга (1 июня 1961 — 9 мая 2018), женился 11 ноября 1993 на принцессе Вильгельмине Марии цу Вид (р. 27 декабря 1973). Фредерик Вюртембергский погиб в автокатастрофе 9 мая 2018 в Эбенвайлер в районе Равенсбург (Земля Баден-Вюртемберг). Его похороны состоялись 25 мая в церкви Сен-Мишель в замке Альтсхаузен. У них один сын и две дочери:
  - Его Королевское Высочество герцог Вильгельм Фридрих Карл Филипп Альбрехт Николаус Эрих Мария Вюртембергский (р. 13 августа 1994);
  - Её Королевское Высочество герцогиня Мари-Амели Диана Кэтрин Беатрикс Филиппа Софи Вюртембергская (р. 11 марта 1996);
  - Её Королевское Высочество герцогиня Софи-Доротея Мартина Йоханна Мария Генриетта Харита Вюртембергская (р. 19 августа 1997).

- Её Королевское Высочество герцогиня Матильда Мария-Антуанетта Роза Изабель Вюртембергская (р. 11 июля 1962), вышла замуж 17 ноября 1988 за наследного графа (впоследствии князя) Эриха фон Вальдбурга цу Цайль унд Траухбург (р. 21 ноября 1962), у них пять дочерей:
  - Графиня Мария-Тереза Вальбурга Габриэль Диана Джорджина Франциска (р. 5 октября 1989);
  - Графиня Мария Элизабета Вальбурга Аполлония Александра Фридерика (р. 31 декабря 1990);
  - Графиня Мария Шарлотта Вальбурга Антония Адельхайд Виктория Генриетта (р. 10 мая 1992);
  - Графиня Мария Элен Вальбурга Иоланда Кристиана Микаэла (р. 29 ноября 1993);
  - Графиня Мария Габриэль Вальбурга Ангелика Антония Фридерика Флёр (р. 29 ноября 1996);

- Его Королевское Высочество герцог Эберхард Алоис Николаус Генрих Иоганн Мария Вюртембергский (р. 20 июня 1963) — с 2010 по 2016 год был женат на Дезире Копф, в браке родился сын; 15 июля 2023 года заключил повторный брак с Габи Майер (род. 1970);

- Его Королевское Высочество герцог Филипп Альбрехт Ульрих Кристоф Мария Вюртембергский (р. 1 ноября 1964), женился в 1991 году на принцессе Марии Каролине Баварской (р. 23 июня 1969), дочери принца Макса, герцога Баварии, у них сын и три дочери:
  - Её Королевское Высочество герцогиня Софи Анастасия Ассунта Мария Полина (р. 15 января 1994);
  - Её Королевское Высочество герцогиня Полина Филиппа Адельхайд Елена Мария (родилась 15 апреля 1997);
  - Его Королевское Высочество герцог Филипп Карл Теодор Мария Макс Эмануэль (р. 15 июня 1999);
  - Её Королевское Высочество герцогиня Анна Максимиллиана Элизабет Мариэелла Мария (р. 2 февраля 2007).

- Его Королевское Высочество герцог Михаэль Генрих Альберт Александр Мария Вюртембергский (р. 1 декабря 1965), женился в 2006 на Юлии Рикарда Сторц (р. 1965).

- Её Королевское Высочество герцогиня Элеонора Флёр Хуанита Шарлотта Евдокси Мари-Аньес Вюртембергская (р. 4 ноября 1977), вышла замуж в 2003 за графа Морица фон Гёсса (р. 1966), в браке трое детей:
  - Граф Зенон Карл Филипп Альфонс Мария фон Гёсс (р. 30 октября 2004).
  - Графиня Фламиния фон Гёсс (р. 25 февраля 2006)
  - Графиня Ливия фон Гёсс (р. июль 2010).